# Wolt
Wolt（ウォルト、正式社名はWolt Enterprises Oy）は、フィンランドのヘルシンキで創業した、フードデリバリーアプリを開発するテクノロジー企業。
ユーザーがアプリを通して飲食店から食事を注文できるプラットフォームを提供する。食事の受け取り方法はテイクアウトか配達員による配達から選択できる。

## 概要
2020年1月時点で700名の従業員を抱え、20カ国の70を超える都市で事業を展開している。ヘルシンキ、ストックホルム、コペンハーゲン、プラハ、オスロ、トビリシ、アテネ、ザグレブ、アルマトイ、テルアビブなどが主な展開都市である。
Woltのアプリは6,000店の飲食店、12,000人の配達員、300万人のユーザーが登録しており、ユーザー向けアプリは2019年9月23日時点でApp Storeで5点中4.8点、Google Playでは5点中4.6点をつけ、フード＆ドリンク部門で1位となっている。
Woltは2019年6月に1.5億ユーロの出資を受けたと発表した。ICONIQ Capital、Highland Europe、83North、EQT Ventures、Inventure、Lifeline Ventures、Supercellの創業者兼CEOのIlkka Paananen氏やノキアの会長Risto Siilasmaa氏などが出資している。2020年10月にデリバリーヒーローの共同創業者ルカシュ・ガドウスキが750万ユーロを出資した。2022年6月、アメリカの同業ドアダッシュの買収を受け、その傘下企業となった。

## 沿革
- 2014年 - フィンランド・ヘルシンキで創業[4]。
- 2015年 - ヘルシンキでピックアップサービスを開始[4]。
- 2016年 - フードデリバリーサービスを開始し、スウェーデンとエストニアに事業を拡大[4]。同年エストニアを拠点に置くStarship Technologies（英語版）とともにエストニアのタリンで自律走行型配達ロボットを使用したデリバリーの実証実験を実施。
- 2017年 - デンマーク、ラトビア、リトアニアでサービス提供開始。
- 2018年 - クロアチア、チェコ、ノルウェー、ハンガリー、ジョージア、イスラエル、ポーランドでサービス提供開始。
- 2019年 - セルビア、ギリシャ、アゼルバイジャン、スロバキアでサービス提供開始。
- 2020年 - 日本でサービス提供開始。東アジアへは初進出となった。
- 2022年 - アメリカの同業ドアダッシュによる買収を受け、その傘下ブランドとなった[5]。

## 日本での展開
2020年3月のサービス提供開始以降、各地に進出している。
年表
- 2019年
  - 10月に日本法人「Wolt Japan株式会社」設立。
- 2020年
  - 3月26日 - 広島県広島市中区・南区・西区・東区・安芸郡府中町の一部で、フードデリバリーサービスの提供を開始した[6]。
  - 6月4日 - 中区江波、南区宇品、西区観音で、（江波皿山公園、広島みなと公園、広島県総合グランドを含む地域まで）配達エリアを拡大[7]。
  - 6月15日 - 広島市西区己斐本町、庚午北付近まで配達エリアを拡大[8]。
  - 6月25日 - 札幌市中央区、西区、北区、東区、白石区、豊平区の一部地域で、サービス提供開始[9]。
  - 7月30日 - 仙台市青葉区、宮城野区、太白区、若林区の一部地域でサービス提供開始[10]。
  - 10月8日 - 広島県呉市でサービス提供開始[11]。
  - 10月22日 - 東京（渋谷区、港区、新宿区、目黒区、世田谷区、品川区の一部）でサービス提供開始[12]。11月27日より新宿区の一部に配達エリアを拡大した[13]。
  - 12月3日 - 岡山市、盛岡市、旭川市でサービス提供開始[14]。
  - 12月10日 - 福岡市でサービス提供開始[15]。
- 2021年
  - 2月18日 - 熊本市でサービス提供開始[16]。
  - 3月18日 - 大阪市、倉敷市でサービス提供開始[17][18]。
  - 3月19日 - 川崎市でサービス提供開始[19]。
  - 3月25日 - 函館市、福島市、北九州市、鹿児島市でサービス提供開始[20][21][22][23]。
  - 4月20日 - ポプラとの提携により、日用品の配達を広島市内で開始[24]。
  - 4月22日 - 青森市でサービス提供開始[25]。
  - 4月28日 - 郡山市でサービス提供開始[26]。
  - 4月28日 - ローソンとの提携により、ナチュラルローソンの食料品・日用品の配達を東京都内で開始[27]。
  - 5月13日 - 静岡市でサービス提供開始[28]。
  - 5月20日 - 八戸市でサービス提供開始[29]。
  - 5月21日 - ツルハホールディングスとの提携により、ツルハドラッグの食料品・日用品の配達を北海道で開始[30]。
  - 6月3日 - 高松市でサービス提供開始[31]。
  - 6月10日 - 秋田市、新潟市でサービス提供開始[32][33]。
  - 6月17日 - 浜松市でサービス提供開始[34]。
  - 6月24日 - イケア日本法人との提携により、イケアで取り扱う食料品の配達を東京都内および仙台市内で開始[35]。
  - 6月29日
    - 松山市でサービス提供開始[36]。
    - ナショナル物産との提携により、ナショナル麻布で取り扱う食料品・日用品の配達を開始[37]。

  - 7月15日 - 山形市、長岡市、藤沢市、茅ヶ崎市、鎌倉市でサービス提供開始[38][39][40]。
  - 7月21日 - ラッシュとの提携により、化粧品の配達を全国諸都市で開始[41]。
  - 8月19日 - 帯広市、千歳市、弘前市でサービス提供開始[42][43]。
  - 8月26日
    - 横浜市でサービス提供開始[44]。
    - コストコ日本法人との提携により、コストコで取り扱う商品の配達を広島倉庫店で開始[45]。

  - 11月4日 - 徳島市、宮崎市でサービス提供開始[46][47]。
  - 12月2日 - 札幌市にダークストア（配達専門店）「Wolt Market」を開店[48][49]。撤退までに北海道内4店舗を含む全国8店舗まで展開。
- 2022年
  - 5月26日 - 愛知県名古屋市においてサービス提供を開始[50]。
  - 7月5日 - 「Wolt Market」全店舗閉鎖、事業から撤退[51]。
  - 7月14日 - 埼玉県さいたま市、川口市、戸田市においてサービス提供を開始[52]。
  - 8月25日 - 埼玉県川越市・所沢市・越谷市・草加市・春日部市・上尾市・狭山市・朝霞市を含む一部地域、宮城県石巻市・大崎市・多賀城市、岡山県倉敷市水島地区において新たにサービス提供を開始[53]。
- 2023年
  - 5月23日 - エスコンフィールドHOKKAIDOでのデリバリーサービス提供を開始[54]。

## CM
2021年7月から放映。
2024年6月10日から、北海道限定でのCMが放映されている
出演者
- 水川あさみ
- 田中圭
- 戸次重幸（北海道限定CM）